# تئاتر شهر مشهد
تئاتر شهر مشهد یک مجموعه نمایش تئاتر است که در شهر مشهد در ایران واقع شده‌است. این مجوعه در بوستان وفا در بلوار فکوری این شهر قرار دارد.
مجموعۀ تئاتر شهر مشهد دارای ۱۲ هزار مترمربع زیربنا و نیز ۱۰ هزار مترمربع پارکینگ است. سالن اصلی این مجموعه پنج هزار مترمربع زیربنا دارد و دارای ۷۰۰ صندلی است. علاوه بر این سه سالن فرعی با گنجایش هرکدام ۱۶۰ صندلی نیز در مجموعۀ تئاتر شهر مشهد وجود دارد که در مجموع پنج هزار مترمربع از این مجموعه را شامل می‌شوند. این مجموعه همچنین کتابخانه، موزه، گالری، سالن سینمای ۱۳۰ نفره و مکان فراغت را نیز در بر می‌گیرد.

## ساخت مجموعه
فاز مطالعۀ مجموعۀ تئاتر شهر مشهد همزمان با آغاز فعالیت پنجمین دورۀ شورای اسلامی شهر مشهد و تخصیص اعتبار برای ساخت این پروژه در بودجۀ سال ۱۳۹۷ شهرداری مشهد آغاز شد. عملیات ساخت این مجموعه در روز پنجشنبه ۷ آذر ۱۳۹۸ طی مراسمی با حضور سید عباس صالحی وزیر وقت فرهنگ و ارشاد اسلامی که خود اهل مشهد بود، علیرضا رزم‌حسینی استاندار وقت خراسان رضوی و نیز اعضای شورای اسلامی شهر مشهد آغاز شد. طبق وعدۀ اولیه قرار بود فاز نخست این مجموعه ظرف ۱۷ ماه به بهره‌برداری برسد،

 اما این امر متحقق نشد. 
در ۳۱ خرداد ۱۳۹۹ معاون عمران، حمل و نقل و ترافیک شهرداری مشهد دلیل تأخیر در عملیات اجرایی پروژۀ تئاتر شهر مشهد را اختلاف برسر تملک زمین با آستان قدس رضوی عنوان کرد و زمان افتتاح فاز اول آن را ۳۱ تیرماه ۱۴۰۰ اعلام نمود. وی همچنین در ۱۰ آذر ۱۳۹۹ نیز ضمن اعلام پیشرفت ۱۵ درصدی پروژه از افتتاح فاز نخست آن در تابستان ۱۴۰۰ خبر داد. در ۷ فروردین ۱۴۰۰ محمدرضا حیدری رئیس شورای اسلامی شهر مشهد وعده داد که فاز نخست پردیس تئاتر مشهد شامل بلک باکس و فضای‌های عمومی در تیر ماه افتتاح شود. با این وجود در ۲۶ تیر ۱۴۰۰ محمدرضا کلائی شهردار مشهد که قبلاً و در ۳ آبان ۱۳۹۹ وعده داده بود فاز اول تئاتر مشهد در بهار ۱۴۰۰ به بهره‌برداری رسد، بابت تأخیر در اجرای پروژۀ تئاتر شهر و به سرانجام نرسیدن آن در دورۀ مدیریت شهری خود از مردم مشهد عذرخواهی کرد. در ۱۸ دی ۱۴۰۰ اعلام شد که کار ساخت آن ۴۱ درصد پیشرفت داشته و افتتاح آن تا پایان سال ۱۴۰۱ به طول خواهد انجامید. در ۴ آبان ۱۴۰۰ رئیس کمیسیون فرهنگی شورای اسلامی شهر مشهد تأخیر در افتتاح تئاتر شهر مشهد را ناشی از مشکلات مالی و اولویت‌بندی در اختصاص بودجه به پروژه‌های عمرانی دانست که سبب شده تا این پروژه در اولویت قرار نگیرد.